# C. a k. dvorní dodavatel

Dvorní dodavatelé směli oficiálně užívat císařského erbu

Císařský a královský dvorní dodavatel, resp. zkráceně C. a k. dvorní dodavatel (německy k. & k Hoflieferant) byl výrobce, obchodník, nebo poskytovatel služeb (po roce 1911 také skutečný samostatný podnikatel), jenž měl sídlo či pobočku na území rakousko-uherské monarchie. Díky zvláštnímu povolení udělenému společně s císařským privilegiem směl dodávat zboží nebo poskytovat služby u císařského dvora ve Vídni.
Titul byl nejvyšším možným oceněním, jakého mohla firma dosáhnout a byl propůjčován pouze nejlepším výrobcům či podnikatelům ve svém oboru. Představoval zároveň záruku autenticity a nejvyšší jakosti.
Celkový počet takových firem v době největšího rozkvětu rakousko-uherského císařství se odhaduje na 2500. Jen ve Vídni bylo na 500 dodavatelů, z nichž si asi dvě desítky užívají tohoto titul dodnes. Mezi další podniky patřily například služby z Bad Ischlu nebo automobilka Gräf & Stift, z Uher (Pick), z českých zemí např. karlovarská firma Mattoni, či klavíry od firmy Petrof z Hradce Králové, či pražský výrobce uzenin Antonín Chmel. Z ostatních zemí Rakouska-Uherska mezi nejznámější dodavatele patřili například Francesco Cinzano z Turína a mnoho dalších.